# Shingo Kukita
Shingo Kukita (久木田 紳吾 Kukita Shingo?, nacido el 24 de septiembre de 1988 en Kumamoto, Kumamoto) es un futbolista japonés que se desempeña como defensa.

## Trayectoria

### Clubes
| Club                | País  | Año         |
| ------------------- | ----- | ----------- |
| Fagiano Okayama     | Japón | 2010 - 2017 |
| Matsumoto Yamaga FC | Japón | 2012        |
| Thespakusatsu Gunma | Japón | 2018 -      |

## Estadística de carrera

### J. League
| Club                | Año   | J. League | J. League | Copa J. League | Copa J. League | Total | Total |
| Club                | Año   | Part.     | Goles     | Part.          | Goles          | Part. | Goles |
| ------------------- | ----- | --------- | --------- | -------------- | -------------- | ----- | ----- |
| Fagiano Okayama     | 2010  | 4         | 0         | -              | -              | 4     | 0     |
| Fagiano Okayama     | 2011  | 27        | 4         | -              | -              | 27    | 4     |
| Matsumoto Yamaga FC | 2012  | 7         | 0         | -              | -              | 7     | 0     |
| Fagiano Okayama     | 2013  | 29        | 3         | -              | -              | 29    | 3     |
| Fagiano Okayama     | 2014  | 37        | 3         | -              | -              | 37    | 3     |
| Fagiano Okayama     | 2015  | 21        | 0         | -              | -              | 21    | 0     |
| Fagiano Okayama     | 2016  | 0         | 0         | -              | -              | 0     | 0     |
| Fagiano Okayama     | 2017  | 27        | 2         | -              | -              | 27    | 2     |
| Total               | Total | 152       | 12        | 0              | 0              | 152   | 12    |